# ディッキーズ
ディッキーズ（Dickies）とはアメリカ合衆国テキサス州で生まれたワークカジュアルブランドであり、世界約100ヶ国で展開されている。メンズ・レディース・キッズをはじめ、バッグやキャップなどアクセサリーも展開されている。1922年創業。
正式な社名は「Williamson-Dickie Manufacturing Company」。”ディッキーズ” はブランド名で、由来は創始者の1人であるE.E.ディッキーから。全米各地の工場や米軍などに採用されるなど実用性を重視してきた歴史があり、ファッションアイテムとして愛用される現在でも、生地の丈夫さやディテールには定評がある。近年ではファッション雑誌などでも頻繁に紹介され、アーティストや芸能人にも多数の愛好者がいることが知られている。ポップパンクやメロコアバンドシーンと関わりが深く、ブリンク 182やHi-STANDARDなどのバンドが愛用している。
代表的なアイテムにはワークパンツ、ショートパンツ、ワークシャツ、カバーオール、つなぎなどがある。もっとも有名な製品は1950年代にアメリカで大ヒットした型番 "874" ワークパンツ。日本では874を現代風にアレンジした型番"WD874"ローライズワークパンツや、「LIVE行こうぜ!!」のキャッチコピーで野外フェスやライブで定番の"42283"セルフォンポケットワークショーツが人気を博している。また近年では、ワークショーツを集団で履いてライブに参加する人達をディッキ族などと呼ぶことがある。
日本法人は2011年に設立されたウィリアムソン・ディッキー・ジャパン・リミテッド。2012年9月29日に日本初となるオンリーショップ「ディッキーズ　吉祥寺」がオープン。2012年10月20日にブランド90周年記念イベントスペース「ディッキーズ　原宿」が期間限定オープン。2013年2月5日にDickies90周年を記念したブランドブックを発売。2014年には「ディッキーズ　ルミネエスト新宿」「ディッキーズ　下北沢」がオープン。

## 日本法人

### 概要
2011年7月4日設立。ボトムスだけでなく、メンズ/レディースを問わずトータルコーディネートができるブランドとして、日本企画での商品作りを展開。ワークのモチーフを随所に取り入れた洗練されたデザイン、確かな品質と機能性、そしてリーズナブルな価格という商品を提供。2013年、岡山および福山のファクトリーと連携し、素材から縫製加工まで一貫して国内生産で行う「匠」プロジェクトを開始。
2018年12月3日、VFジャパンがディッキーズの日本法人を12月30日付で吸収合併すると発表。

## 特色
TC素材
ポリエステル65%コットン35%の生地。独特のハリ感を持ち、丈夫でもあることから様々なアイテムに採用されている。
コラボレーション
ナノユニバース、ビームス、ユナイテッドアローズ、ベドウィン、ズッカ、X-LARGE、ステューシー、スヌーピー、ハローキティ、ピンクパンサー、グレムリンなどとのコラボレーションが行われている。
グリーン・デイやフーバスタンクなどのアーティストや、AirJam2012などのイベントとのコラボレーションも行っている。
2012年にはブランド創設90周年を記念しANREALAGE、BEDWIN & THE HEARTBREAKERS、CABANE de ZUCCa、EO TO TO、Shinichi Miter、The Stylist Japanとのコラボレーションアイテムをリリース。
ストリートカルチャーとの関わり
Punkspring、AirJam、Loudparkなどの音楽イベントに協賛。
スケートチームを有し、Vincent AlvarezやJim Grecoなどのライダーをサポートしている。
ロンドンを拠点に活躍するピストバイクチームfixedgearlondonとコラボレーションしている。
ステージやMVでの衣装として、ジャスティン・ティンバーレイクやアヴリル・ラヴィーン、ブラック・アイド・ピーズ、マドンナなどの海外アーティストに加え、日本でもロックミュージシャンをはじめ多くのアーティストが着用している。
ワークウェア
自動車、土木、物流などさまざまな業界にワークウェアを提供。オーバーオール、カバーオールなどはカジュアル用途としても人気が高い。
米国では医療用スクラブ（白衣とは異なる、色や柄を取り入れた医療用ユニフォーム）で最大手。テレビドラマ『ER緊急救命室』などにも登場。

## 特に有名なモデル
874
1950年代にアメリカで大ヒットし、世界100ヶ国以上で販売されている、世界で一番有名なワークパンツ。
もともとは第二次大戦中、アメリカ陸軍の制服用として開発され、戦後地元テキサスの石油労働者向けのワークウェアとして生まれた。3M社製のScotchgardの生地を採用し、「撥水効果があり、汚れにくく、汚れも落ちやすい」「丈夫で破れにくい」「型崩れしにくくアイロン要らず」といった特徴を持つ。1990年代に入り、全米にストリートカルチャーのブームが到来するなかでスケーターの若者たちがオーバーサイズや腰パンなどをして愛用した。音楽やストリートファッションのアイコンとして社会現象を巻き起こし、数多くのハリウッド俳優やアーティストが愛用するようになり、日本でもアメカジの着こなしとして定番として定着した。
ヒップダンスで有名なKARAの『ミスター』ではオレンジの874が使用されている。
WD874
ローライズストレート。874をベースに、ローライズ仕様および細身のシルエットへのアレンジが加えられた商品。
裾周りはテーパードが若干かかったストレートラインであり、ロールアップにも対応できる。同じシルエットで素材をヘビーコットンやデニムに変えた商品も展開。
WD5882
スリムなシルエットと裾に向かってテーパードする2013年登場の新しいフィット。フクラハギから足首にかけて特に細くなるため、ストレッチ素材を採用することで履き心地はもちろん、程良いフィット感で足のラインをスリムに見せる商品。
WD3876
ローライズスリムフィット。874をベースに、ローライズ仕様のまま、WD874よりさらにタイトにしたシルエットへのアレンジが加えられた商品。膝から裾にかけて細くなっており、ブーツインアウトも可能。右フロントベルトループにDカン、両バックポケットはファスナー。
WD5876
ローライズジョッパーズ。874をベースに、ローライズ仕様のまま、股上を長めにするジョッパーズシルエットへとアレンジされた商品。腰回しに余裕がありつつ腿から裾にかけ細さのある特徴的なデザイン。右フロントベルトループにDカン。両バックポケットは湾曲両玉で、左ポケットにはボタン、右ポケット上部にはDickiesロゴを配置。
WD791　RUSTY（ラスティ）
ディッキーズを代表する素材T/Cツイルの混率を逆転させたコットン65%ポリエステル35%の素材を使用。綿の風合いがありながら丈夫で耐久性のある仕上がりになっている。股上を浅すぎず深すぎずのミドルライズにすることにより幅広いスタイルに対応。
85283
ダブルニールーズフィット。874をベースにパンツの膝部分に当て布で補強して、膝部分への耐久性をより強くした商品。874はタグ位置が右後ろポケット上に一つ付いているのに対し、ダブルニーは左膝前、右膝裏に2つのタグがあり、さらに右膝裏には携帯電話を収納できるセルフォンポケットがある。874より数センチ程度ワタリ幅、裾幅が違いディッキーズのパンツの中でも最も太いパンツ。